# Modern kertek
A modern kertek gyűjtőneve a ma magánkertjeinek, közparkjainak, amik egyszerű, világos struktúrájukkal az ember szabadidős tevékenységét szolgálják.
Míg a századforduló körül a brit kerttervezők egyik nemzedékére a vidéki stílus gyakorolt befolyást, Észak-Amerikában egy teljesen új koncepció bontakozott ki. A közcélú zöldterületeken évelőágyak vagy bonyolult növénycsoportosítások helyett az optimális használhatóság igénye lett a fő szempont.

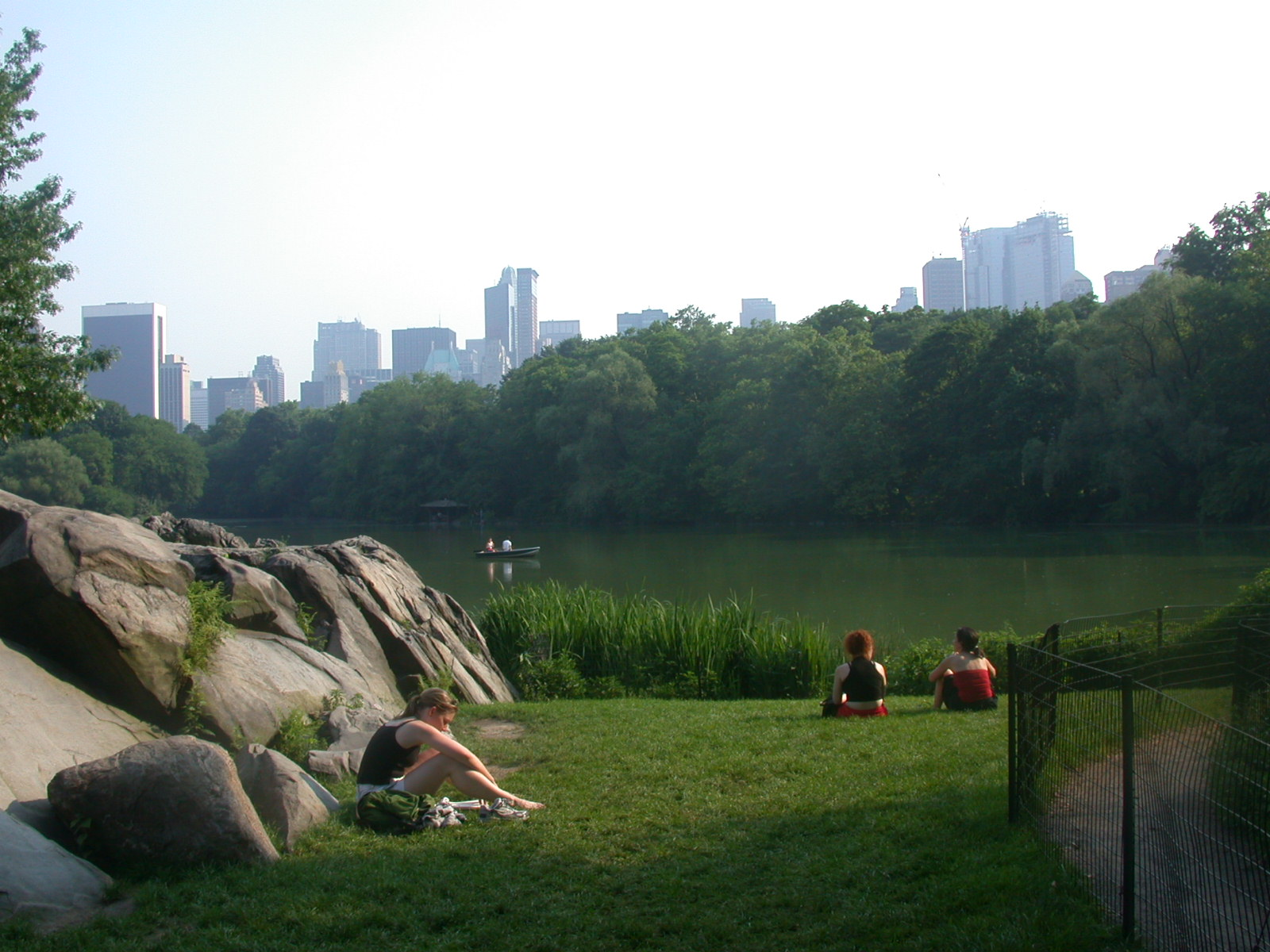
Central Park, New York-megálmodott táj a városban

Eleinte inkább az építészeti formákról és a tájképi megjelenésről folyt dialógus, mintsem a kertészeti vonatkozásokról, jóllehet mindez végül összekapcsolódott a házikertek témájával, valamint a modern iparművészeti mozgalom eszméivel és hozzájárult a kerttervezés új terminológiájának kialakításához. Ez a folyamat a 19. század második felében indult meg, mikor Frederick Law Olmsted megtervezte a Central Parkot New York-ban. Aszimmetrikus, lendületes hatású tervében egész sor létesítményt irányzott elő a lakosság számára.
Munkájával Olmsted megteremtette a tájépítészet új diszciplínáját. A harmincas évek végén – többek között a tájépítész Christopher Tunnard Gardens in a Modern Landscape (Kertek a modern tájban) című könyve megjelenésének is köszönhetően – a modern tervezők elvei a tájalakításban is polgárjogot nyertek Nagy-Britanniában. Tunnard elgondolásait később H. F. Clark tette magáévá és a háború utáni brit táj képével foglalkozó elmélettel kapcsolta össze. Alapvető szempontok voltak a funkció és a használhatóság, az aktív tevékenység és a kikapcsolódás lehetősége, továbbá a tengelyes szimmetriájú alaprajzok és a monumentális építkezés mellőzése. Ezek az elvek nagy hatást gyakoroltak a modern kerttervezésre.

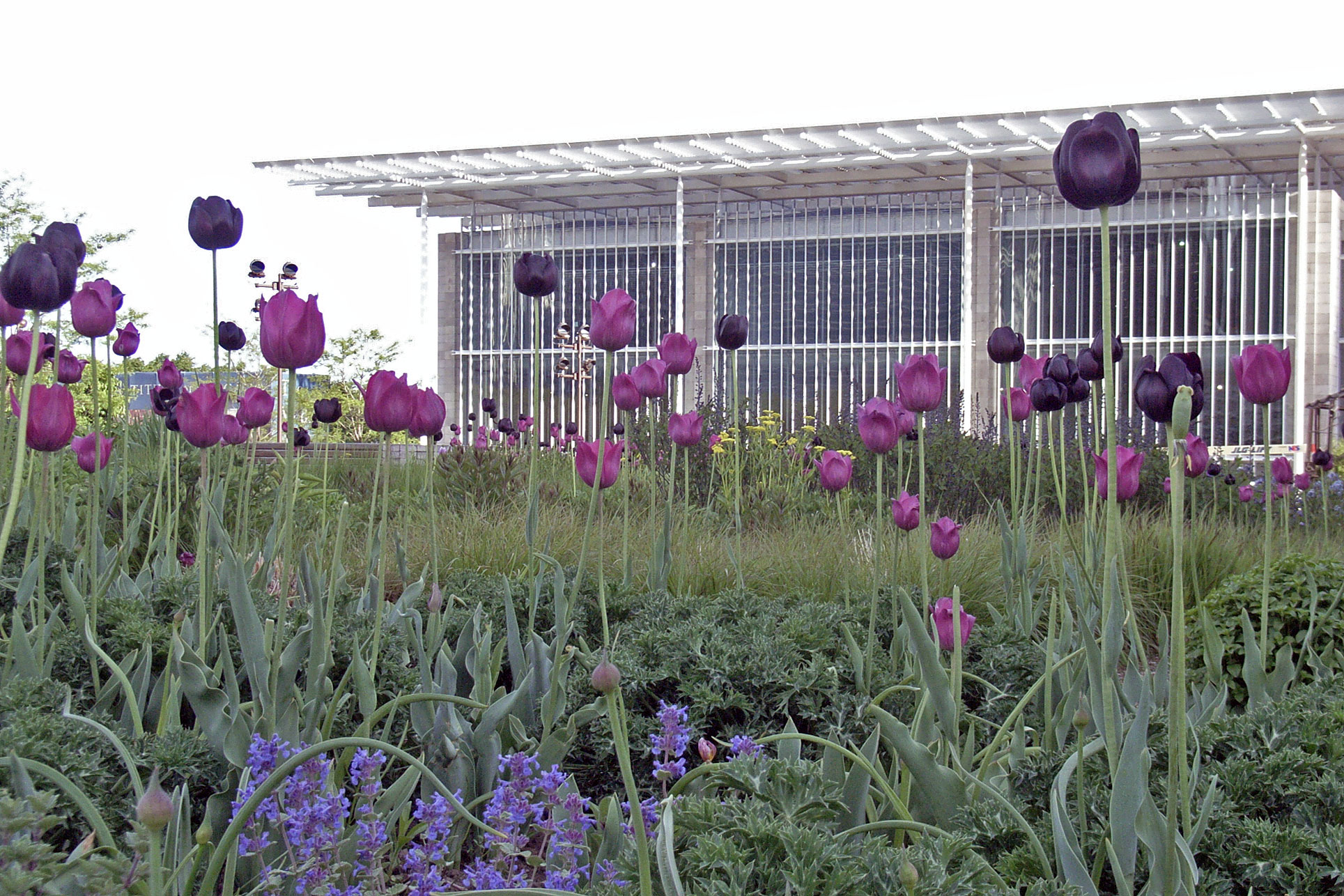
Chicago
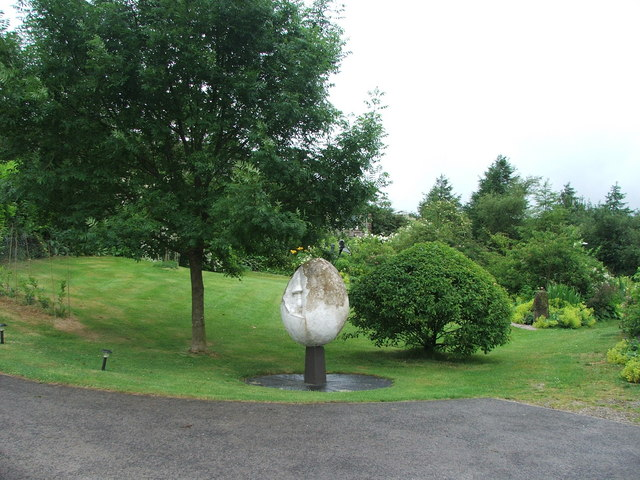
Modern Art
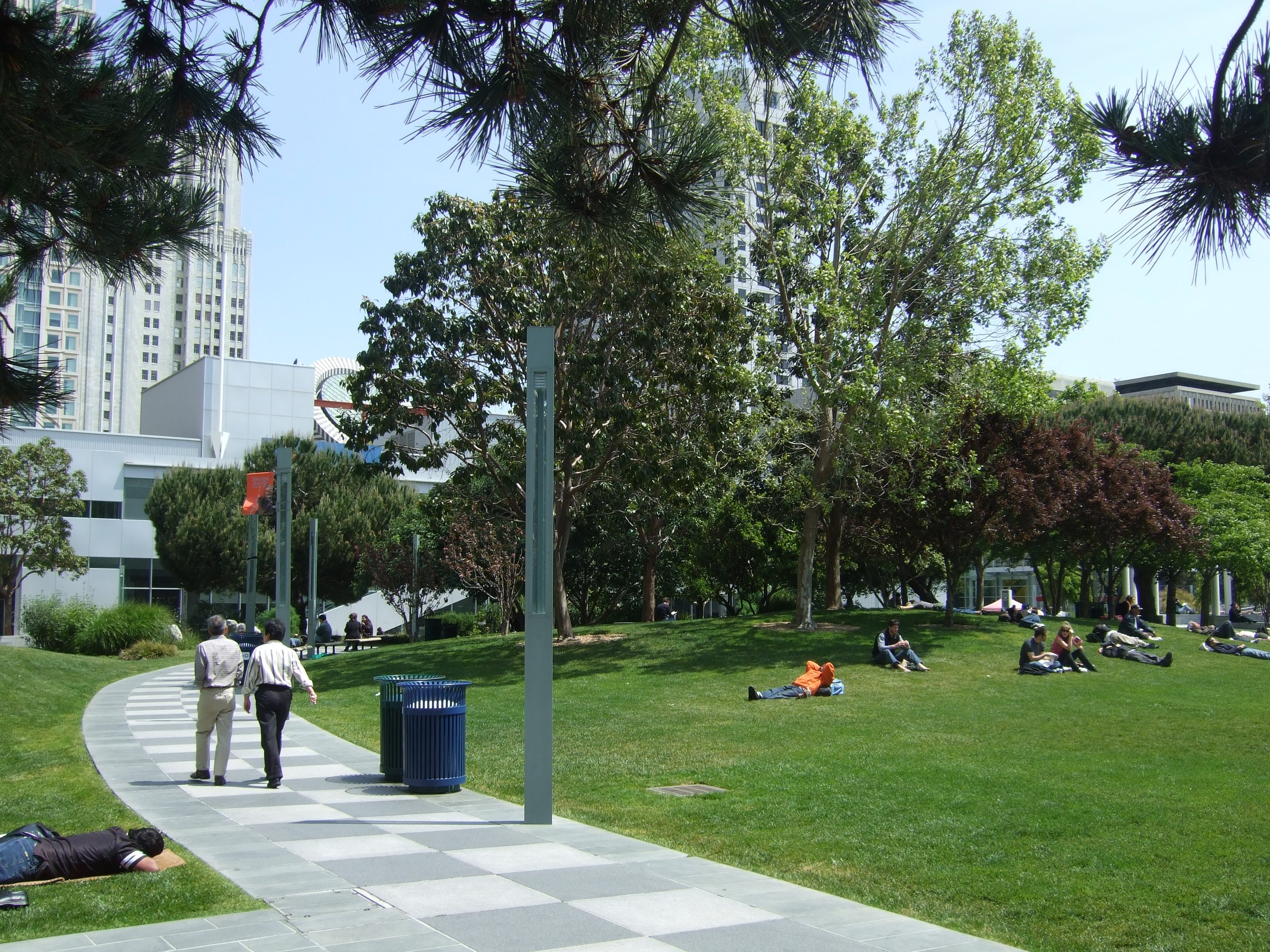
Közpark – San Francisco

Valóban innovatív gondolatok azonban a harmincas évek Amerikájából érkeztek. A Bauhaus-stílust és a modernek vezető teoretikusait követve a kerttervezés is új utakra tért. Ezenkívül a hollywoodi filmek kertjeinek hatására létrejött az eredetileg spanyol belsőudvar új értelmezése, mint egyfajta szabadtéri színpad a fényűző szórakozás és társas élet számára. Ebben központi szerepet játszott Thomas Church, aki új kertformát alkotott, melyben a modernek elveit a kaliforniai farmházstílussal (ranch) ötvözte. Vidéki kertjei gyakran absztrakt formákból álltak, melyeket az adott tájba illesztett. Néhány közülük a 18. századi tájkép park időtlen egyszerűségét hordozta magán.
Az amerikai kertek tervezésének további meghatározó személyiségei részben ma is élnek: Dan Kiley, James Rose, Garret Eckbo, Lawrence Haplrin. A brazil Roberto Burle Marx mozgalmas tájakat alkotott, amelyekbe nagy csoportokban trópusi növényeket helyezett.
A háború után a nagy európai fellendülést a szociális és a városi megújulás hatalmas programjai kísérték. Ezzel párhuzamosan alakult ki egy új felfogás a városi házról, amelynek kapcsolódó kis kertjét a belső tér kiterjesztésének tekintették. A kertet élettérnek fogták fel, nem úgy, mint a 18. századi kert növényeinek kecses együttesét.
A használható külső tér kaliforniai mintaképei az új követelmények egész sorát állították a kerttervezők elé. A kisebb kerti terek felé fordulás, a szabadidős tevékenység igénye egyre jelentősebbé vált, ami magával hozta az egyszerűen ápolható és jól kihasználható kertek tervezési igényét. Létezik egy környezettudatos, ökológiai megközelítés, sok kert természetes megjelenési formájában kifejezésre jut a kívánság: megőrizni a zöld örökséget, ahelyett hogy a kertet idegen növényekkel zárnánk körül, honos fák és cserjék kifejező csoportjait telepíteni a környező tájjal összhangban, továbbá lelkesedés a vadvirágos rét és a kavicskert kötetlen növénykiültetései iránt.
Miként korábban, a kert ma is menedékhely, de már nem a félelmetes természet, hanem századunk emberi tevékenységének félelmet ébresztő megnyilvánulásai elől keresünk ott menedéket.

### Növényvilága
A modern kertekbe elsősorban jól formálható, könnyen alakítható növényeket szoktak ültetni. Ilyen például a puszpáng, mely önmagában is könnyen formálható, illetve sövénynek is ültethető. Fák közül a nyers törzzsel rendelkezőket fedezhetjük fel, például japán juhar, himalájai nyír, vöröskérgű nyír illetve a juharlevelű platán is igen kedvelt.
A nyers köves, kavicsos felületekhez pedig fűféléket használnak. Ilyen a tobozfű, a nádtippan és a bambusz.